# دون شاندلير
دون شاندلير (بالإنجليزية: Don Chandler)‏ هو لاعب كرة قدم أمريكية أمريكي، ولد في 5 سبتمبر 1934 في كونسيل بلوفس في الولايات المتحدة، وتوفي في 11 أغسطس 2011 في تلسا في الولايات المتحدة.

## وصلات خارجية
- دون شاندلير على موقع مرجع كرة القدم المحترفة.كوم (الإنجليزية)
- دون شاندلير على موقع إن إن دي بي (الإنجليزية)